# SICOSS
El SICOSS (Sistema d'Informació Comptable de la Seguretat Social) és el sistema comptable que empra la Seguretat Social  espanyola des del 1991.
La carència d'una adequada informatització de la comptabilitat es feia notar en tots els estaments de la seguretat social espanyola des de mitjans dels anys 80, en la mesura en què la importància relativa de la Seguretat Social respecte del conjunt de l'economia de l'estat havia anat creixent sistemàticament des de finals de la dècada dels 70.
Per això, resultava imprescindible establir un sistema comptable que, com el SICOSS, respectara les peculiaritats que presenten totes i cada una d'aquestes entitats gestores, permetera un tractament homogeni de les seues operacions i la consolidació de les seues dades per a poder oferir una imatge correcta de la seua actuació com a grup.
La informatització de la comptabilitat de la Seguretat Social va seguir diverses etapes: 
- En una primera etapa es va implantar un sistema nacional de control d'operacions en relació amb les despeses de la Seguretat Social que va començar a funcionar en l'exercici de 1982 i que va estar vigent fins a 1991.
- En 1991, el SICOSS es va fer càrrec de la comptabilitat de la seguretat social espanyola, superant les carències que presentava l'aplicació anterior. Dos anys més tard, en 1993, el SICOSS va entrar plenament en funcionament, comprenent ja totes les àrees comptables de la Seguretat Social i, en especial, la patrimonial i la del pressupòsit d'ingressos.A partir de 2006, comenzó a desarrollarse una nueva versión basada en tecnología Java/J2EE, la cual no entraría en Producción hasta el año 2013. En su momento, SICOSS era una de las aplicaciones más grandes construidas en Java en España.
- A partir de 2006, es va començar a desenvolupar una versió nova basada en tecnologia Java/J2EE, la qual no entraria en Producció fins a l'any 2013. En aquell moment, SICOSS era una de les aplicacions més grans construïdes en Java en Espanya.